# Острівнинська сільська рада
Острівни́нська сільська рада (рос. Островнинский сельский совет) — сільське поселення у складі Мішкинського району Курганської області Росії.
Адміністративний центр — село Острівне.
Населення сільського поселення становить 183 особи (2017; 229 у 2010, 368 у 2002).

## Склад
До складу сільського поселення входять:
| Населений пункт         | Населення, осіб (2002) | Населення, осіб (2010) |
| ----------------------- | ---------------------- | ---------------------- |
| Маслово, присілок       | 163                    | 91                     |
| Острівне, село          | 182                    | 126                    |
| Плоска, присілок        | -                      | -                      |
| Севостьяновка, присілок | 23                     | 12                     |